# کریم سجادپور
کریم سجادپور تحلیلگر سیاستگذاری ایرانی-آمریکایی در موقوفه کارْنِگی است.
او در شبکه‌هایی همچون بی‌بی‌سی، سی‌ان‌ان، برنامه ساعت خبر شبکه پی‌بی‌اس حضور می‌یابد و همچنین در روزنامه‌هایی همچون واشینگتن پست و نیویورک تایمز مقالاتی می‌نویسد. او به زبانهای فارسی، اسپانیایی، ایتالیایی و عربی مسلط است.

## تحصیلات
سجادپور مدرک بی‌ای را از دانشگاه میشیگان، و کارشناسی ارشد را از مدرسه مطالعات پیشرفته بین‌المللی پال ایچ. نیتس دانشگاه جانز هاپکینز دریافت کرد.

## حرفه
او به مقامات آمریکایی، اروپایی و آسیایی در زمینه امور خاور میانه مشاوره داده، در برابر کنگره آمریکا شهادت داده و در دانشگاه‌های هاروارد، پرینستون، و استنفورد تدریس کرده‌است. او دریافت کننده تعدادی از جوایز دانشگاهی از جمله بورسیه فولبرایت است.
در سال ۲۰۰۷ سجادپور به عنوان یکی از رهبران جوان جهانی از سوی مجمع جهانی اقتصاد در داووس، سوئیس معرفی شد. او از اعضای هیئت مدیره بنیاد بانو، سازمانی با هدف یاری رسانی به سازمان‌های مردمی تقویت کننده زنان در سراسر جهان است. پیش از پیوستن به موقوفه کارنگی، سجادپور چهار سال تحلیلگر گروه بین‌المللی بحران مستقر در واشینگتن و تهران بود.

## مکتوبات
- Reading Khamenei: The World View of Iran's Most Powerful Leader, موقوفه کارنگی برای صلح بین‌المللی Report, مارس ۲۰۰۸ - New Foreword, دسامبر ۲۰۰۹